# ویلیام اگلستن
ویلیام اِگْلستن (به انگلیسی: William Eggleston)‏ (زادهٔ ۲۷ ژوئیهٔ ۱۹۳۹) عکاس آمریکایی، به‌سبب تثبیت عکاسی رنگی به‌مثابهٔ یک گونهٔ هنری شناخته می‌شود. عکس‌های او از زندگی روزمره و موضوع‌های پیش‌پاافتاده سرشار از رنگ‌های پرمایه‌اند.

## زندگی و کار
ویلیام اگلستن در ممفیس، ایالت تِنِسی، به‌دنیا آمد و در می‌سی‌سی‌پی بزرگ شد. در سال ۱۹۵۷ یک دوربین تک‌لنزی غیربازتابی کَنُن گرفت و یک سال پس از آن، هنگامی که در دانشگاه وندربیلد درس می‌خواند، دوستی یک دوربین لایکا به او هدیه داد. نخستین عکاسی‌های او با تأثیر از واکر اِوِنز، رابرت فرنک، و آنری کریته برسن شکل گرفتند. اما مسیر دگردیسی‌های آغازین کارش تااندازه‌ای جدا از بدنهٔ اصلی عکاسی آن روز پیش رفت هرچند که در میانهٔ دههٔ شصت با بیش‌تر عکاس‌های مشهور دوران مانند گری وینُگرند و دیان آربس آشنا بود. در سال‌های ۱۹۷۳ و ۱۹۷۴ در دانشگاه هارواد درس داد و همان‌جا بود که با اسلوب کاری مشهورش یعنی تراگرد رنگ آشنا شد. یکی از مشهورترین عکس‌های هنرمند، «مجله قرمز|مجلهٔ قرمز» نمونه‌ای روشن از تأثیر قدرت‌مند رنگ در کار او را نشان می‌دهند.

## اوج دورهٔ کاری
هنگامی‌که موزهٔ هنر مدرن نیویورک (مُما)، ویلیام اِگلستن را در سال ۱۹۷۶ به بازدیدکننده‌هایش معرفی کرد، عکاسی به معنای هنرهای زیبا هنوز با عکس سیاه‌وسفید و ترکیب‌بندی‌های محافظه‌کارانه و کلاسیک درک می‌شد. الفبای عکس سیاه‌سفید، دربرگیرندهٔ ترکیب‌بندی‌های حساب‌شده، و چاپ‌های گیرا و پرجزییات بود؛ و دربرابر، عکسِ رنگی، اسلوبِ مورد استفاده در آگهی‌ها و مجله‌ها بود. کارهای اِگلستن که به‌ظاهر ثبتِ سردستی چیزهای پیش‌پاافتاده بود، در نگاه مخاطب‌های هنر زیاده‌روی به‌حساب می‌آمد و در صحنهٔ هنری آن دوران جایی نداشت. منتقد وقت «نیویرک تایمز»، نمایشگاه اِگلستن در مُما را «منفورترین نمایشگاه سال» و دیگری آن را «به کلی ملال‌آور و بی‌نهایت پیش‌پاافتاده» خواند. حتی اَنسل اَدمز در نامه‌ای تند به جان سارکُفسکی، کیوریتری که یک‌تنه عکاسی را به جایگاه هنر ارتقا داده بود، اگلستن را حقه‌باز نامید.
اگلستن سپس مجموعه عکس‌هایی را از کنیا (۱۹۸۰)، آلمان (۱۹۸۳)، انگلیس (۱۹۸۸)، و چین (۱۹۹۲) پدیدمی‌آورد. در سال ۱۹۹۶ شرکت کوکاکولا سفارش پروژه‌ای را به اگلستن می‌دهد تا او از چهار کارخانهٔ این شرکت در چهار شهر آمریکا عکاسی کند.